# Grampian
Grampian (schottisch-gälisch Roinn a’ Mhonaidh) war von 1975 bis 1996 eine Region im Nordosten Schottlands. Verwaltungssitz war die Stadt Aberdeen.

## Name
Die Region war nach den Grampian Mountains benannt.

## Geschichte
Die Region wurde 1975 aus der Stadt Aberdeen und den Grafschaften Aberdeenshire, Kincadineshire, Banffshire und dem größten Teil der Grafschaft Morayshire gebildet. Danach war die Region in fünf Districts gegliedert:
- Aberdeen
- Banff and Buchan
- Gordon
- Moray
- Kincardine and Deeside

1996 wurden die Regionen und Districts in Schottland abgeschafft und durch 32 Unitary Authorities ersetzt. Auf dem Gebiet der Region Grampian wurden drei Unitary Authorities eingerichtet:
| Unitary Authority | Alte Districts                                      |
| ----------------- | --------------------------------------------------- |
| Aberdeen          | Aberdeen                                            |
| Aberdeenshire     | Banff and Buchan, Gordon und Kincardine and Deeside |
| Moray             | Moray                                               |

## Gegenwart
Die Region war zwischen 1975 und 2013 eigenständiger Polizei- („Grampian Police“) und Feuerwehrbezirk („Grampian Fire and Rescue Service“). Heute wird der Polizeibezirk der Police Scotland als North East bezeichnet.